# Parallorchestes ochotensis
Parallorchestes ochotensis är en kräftdjursart som först beskrevs av Brandt 1851.  Parallorchestes ochotensis ingår i släktet Parallorchestes och familjen Hyalidae. Inga underarter finns listade i Catalogue of Life.